# Politikermisslyckande
| Relevans | Välkommen till Wikipedia! Det är bra att du vill bidra till Wikipedia, men tyvärr anses ditt bidrag med/till artikeln Finns begreppet? inte tydligt ha påvisat dess relevans enligt Wikipedias relevanskriterier och har därför raderats eller kommer att diskuteras och eventuellt raderas efter diskussion. Wikipedia har som målsättning att artiklarna bör hålla hög kvalitet och fakta som presenteras där bör vara verifierbara enligt Wikipedias kriterier och vara bestående. Däremot är du välkommen att bidra med relevant information till artiklar, se förslag i Deltagarportalen! Introduktion • Relevanskriterier • Vad Wikipedia inte är • Hjälp, min artikel har blivit föreslagen för radering! • Don't speak Swedish?Redigeringar från none |

Politikermisslyckande är motsvarigheten till marknadsmisslyckande på den politiska arenan. Begreppet används av bland andra nationalekonomer i public choice-skolan och kan avse lobbyism, särintressen eller andra fenomen som gör att den politiska processen inte producerar ett optimalt resultat. Teoretisk forskning inom spelteorin har också visat att den demokratiska processen i allmänhet inte är kapabel till att exempelvis tillhandahålla en samhällsekonomiskt optimal kvantitet av en kollektiv vara.